# Astragalus pelecinus
Die Sägehülse oder Doppelsäge (Astragalus pelecinus (L.) Barneby, Syn.: Biserrula pelecinus L.) ist eine Pflanzenart aus der Gattung Tragant (Astragalus) in der Unterfamilie der Schmetterlingsblütler (Faboideae) innerhalb der Familie der Hülsenfrüchtler (Fabaceae).

## Beschreibung
Astragalus pelecinus ist ein einjähriger Schaft-Therophyt, der eine Wuchshöhe von 10 bis 40 Zentimeter erreicht. Die Pflanzenteile sind kurz flaumig behaart.
Die wechselständigen Laubblätter sind in Blattstiel und -spreite gegliedert. Der Blattstiel ist kurz. Die unpaarig gefiederte besitzt 15 bis 31 Fiederblättchen. Die behaarten Blättchen sind bei einer Länge von 5 bis 10 Millimeter sowie einer Breite von 1 bis 5 Millimeter länglich bis eiförmig oder verkehrt-eiförmig mit eingebuchtetem oder ausgerandetem bis stumpfem oberen Ende. Es sind Nebenblätter vorhanden.
Es werden kurze und wenigblütige, traubige Blütenstände gebildet. Die kurz gestielten Schmetterlingsblüten sind zwittrig mit doppelter Blütenhülle. Der behaarte, teils rötliche Kelch ist glockig und hat 5 ungleiche, schmale Zipfel. Die Krone ist 4 bis 6 Millimeter groß und bläulich- oder purpur- bis violett-weiß oder blassgelb gefärbt. Es sind 10 diadelphische Staubblätter vorhanden aber nur 5 sind fertil, ein steriles ist frei. Der gebogene Griffel des oberständigen, kahlen bis behaarten Fruchtknotens ist kurz. Die Blütezeit reicht von März bis April.
Die flachen und mehrsamigen, „nicht öffnenden“, mehr oder weniger behaarten bis kahlen Hülsenfrüchte sind 10 bis 40 × 4 bis 8 Millimeter groß, schmal länglich. Auffällig sind ihre grob, buchtig sägezähnigen Ränder. Die kleinen, flachen Samen sind herzförmig und etwa 2 Millimeter groß.
Die Chromosomenzahl beträgt 2n = 16.

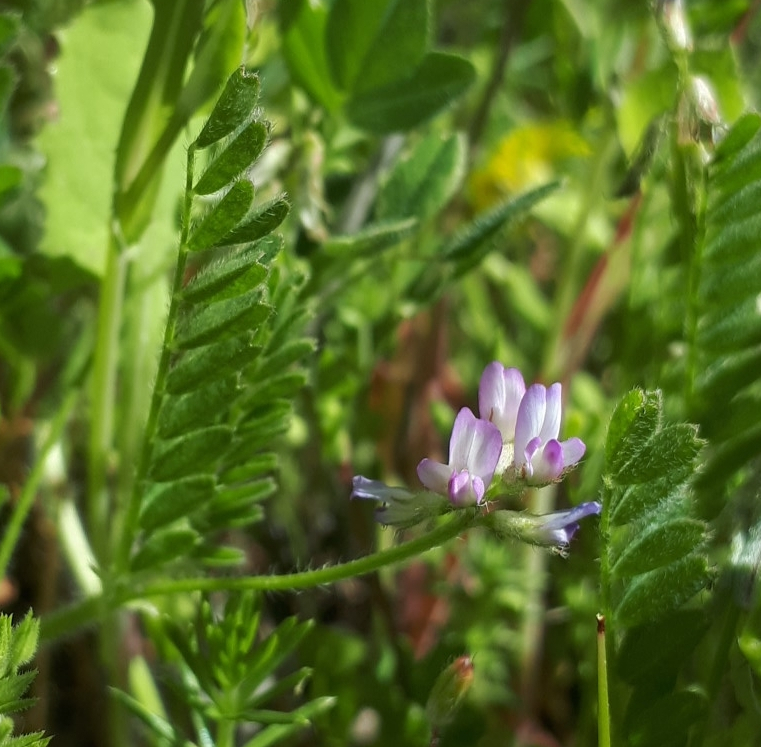
Blütenstand
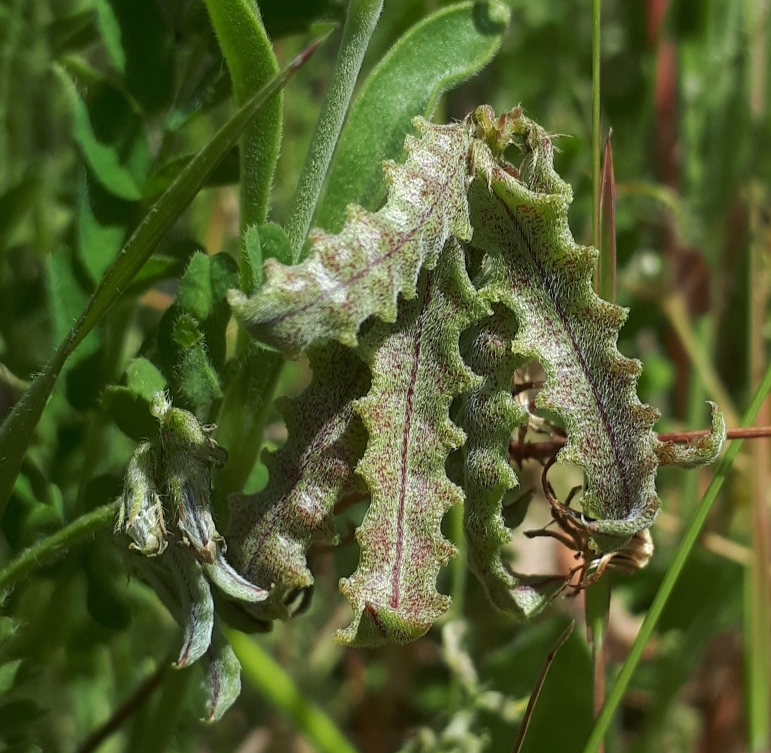
„Sägehülsen“ von Astragalus pelecinus

## Vorkommen
Die Art kommt im Mittelmeerraum vor. Das Verbreitungsgebiet reicht von Makaronesien und dem Mittelmeergebiet bis zur Arabischen Halbinsel und von der Westsahara bis nach Äthiopien und Tansania. In Zypern und in Australien ist die Art ein Neophyt.
Auf Kreta wächst sie auf trockenem Brachland in Höhenlagen von 0 bis 200 Meter.

## Taxonomie
Die Erstveröffentlichung erfolgte 1753 unter dem Namen Biserrula pelecinus durch Carl von Linné in Species Plantarum, Band 2, Seite 762. Diese Art wurde 1964 durch Rupert Charles Barneby in Memoirs of the New York Botanical Garden Band 13, Teil 1, Seite 26 als Astragalus pelecinus (L.) Barneby in die Gattung Astragalus gestellt. Dabei hatte schon Linné selber 1738 in Hortus Cliffortianus, Seite 361 über diese Art geschrieben: Astragalis sit adsociandum? = „Sollte vielleicht zu den Astragali gestellt werden?“